# Wybory parlamentarne w Albanii w 2013 roku
Wybory parlamentarne w Albanii w 2013 roku – wybory do albańskiego Zgromadzenia XIV kadencji, liczącego, 140 miejsc odbyły się 23 czerwca 2013. Przyniosły one zmianę na albańskiej scenie politycznej, gdyż rządząca Partia Demokratyczna została pokonana przez socjalistów.

## Ordynacja wyborcza
140 deputowanych do unikameralnego parlamentu wybieranych jest poprzez ordynację proporcjonalną i okręgi wielomandatowe, których granice odpowiadają obwodom, stanowiącym podstawę podziału administracyjnego kraju. W okręgach wybieranych jest od 4 do 32 deputowanych, proporcjonalnie do ich ludności. Obowiązuje próg wyborczy na poziomie 3% dla partii politycznych oraz 5% dla koalicji wyborczych. Przeliczenie głosów na mandaty odbywa się dwuetapowo. Najpierw są one rozdzielane przy pomocy metody D’Hondta pomiędzy listy wyborcze. Drugi etap dotyczy tylko koalicji i ma na celu ustalenie liczby mandatów przypadających poszczególnym partiom, które wchodzą w ich skład. Na tym etapie stosuje się metodę Sainte-Laguë.
W walce o mandaty stanęły dwa duże bloki Sojusz na rzecz Zatrudnienia, Dobrobytu i Integracji (APMI), zrzeszający 25 partii centroprawicowych oraz Sojusz na rzecz Europejskiej Albanii (ASHE) zrzeszający 37 partii głównie lewicowych.

## Przebieg wyborów
Przebieg wyborów parlamentarnych nie należał do spokojnych. W Laçu, ok. 50 km na północny wschód od Tirany doszło do sprzeczki, która zakończyła się strzelaniną, w której zginął działacz Albańskiej Partii Socjalistycznej (PSSh) Gjon Gjoni, a ranny został Mhill Fufi, kandydat rządzącej Partii Demokratycznej oraz jego krewny. Z kolei w jednym z lokali wyborczych  nie wpuszczono dziennikarza i zniszczono kamerę prywatnej stacji telewizyjnej Top Channel, a jej operatora pobito.
W wielu miejscach przed lokalami ustawiały się znaczne kolejki, toteż lokalne, które miały zostać zamknięte o 19. były otwarte dłużej.
Wybory były bacznie monitorowane przez Unię Europejską, gdyż Albania zabiegała bezskutecznie od 2003 o podpisanie układu stowarzyszeniowego.

## Oficjalne wyniki wyborów
Po zamknięciu lokali wyborczych swoje zwycięstwo ogłosiły lewicowa koalicja na czele z Edim Ramą z Socjalistycznej Partii Albanii oraz Demokratyczna Partia Albanii z premierem Sali Berishą na czele, który urząd pełnił przez dwie kadencje. Jednak następnie Berisha przyznał swoją porażkę.
|  | Komitet Wyborczy                            | Liczba oddanych głosów | Liczba Mandatów |
|  | ------------------------------------------- | ---------------------- | --------------- |
|  | Socjalistyczna Partia Albanii               | 713 407                | 65              |
|  | Demokratyczna Partia Albanii                | 528 373                | 50              |
|  | Socjalistyczny Ruch Integracji              | 180 470                | 16              |
|  | Partia Sprawiedliwości i Integracji         | 44 957                 | 4               |
|  | Republikańska Partia Albanii                | 52 168                 | 3               |
|  | Partia Unii na rzecz Praw Człowieka         | 14 722                 | 1               |
|  | Partia Chrześcijańsko-Demokratyczna Albanii | 7 993                  | 1               |
|  | Razem                                       | 1 748 898              | 140             |

Frekwencja wyborcza wyniosła 53,5%.
Wybory spowodowały zmianę na scenie politycznej. Władzę przejęli socjaliści z nowym premierem Edim Ramą, który objął urząd 15 września 2013.